# Мюллер, Мортен
Мортен Мюллер (норв. Morten Müller, 1828—1911) — норвежский художник-пейзажист XIX века.
Художественное образование получил в Дюссельдорфской академии художеств.
Много раз делал экскурсии по берегам своего отечества, природа которого доставляет ему мотивы для поэтичных и вместе с тем правдивых, мастерски исполненных картин, каковы, напр.: «Сосновый лес», «Норвежский глетчер», «Выход из Гардангерского фиорда» (в Музее Христиании), «Зимний пейзаж» (в Стокгольмском музее), «Ночная рыбная ловля в Норвегии», «Водопад с еловым лесом на его берегах» и некоторые другие.
Являлся членом Стокгольмской академии художеств.